# A kezelés (film, 2014)
A kezelés (De behandeling) 2014-ben bemutatott belga misztikus thriller Hans Herbots rendezésében. A főszerepben pedig Geert Van Rampelberg látható.

## Szereplők
- Geert Van Rampelberg
- Laura Verlinden
- Johan van Assche
- Dominique Van Malder
- Roel Swanenberg
- Kyan Steverlynck
- Ina Geerts
- Brit Van Hoof